# Будинок догори дном (Крим)
Буди́нок догори́ дном або переве́рнутий буди́нок — унікальний для Кримського півострова атракціон у вигляді двокімнатного будинку, площею 60 м² і висотою 6 м, опертий до землі на дах, а фундамент піднятий уверх. Інтер'єр будинку відповідає зовнішньому вигляду: побутова техніка, меблі, картини та інші предмети побуту закріплено у перевернутому вигляді. Витвір архітектури з'явився влітку 2012 року та знаходиться на території театру морських тварин "Акваторія", у селищі міського типу Виноградне Ялтинської міськради АР Крим за адресою вул. Бахчисарайське шосе, 17а. За словами господарів незвичного туристичного об'єкту, ідея будинку догори дриґом запозичена у Польщі, проте проект розроблений самотужки.